# О-Гин-сама
«О-Гин-сама», (яп. お吟さま: о-гин-сама; англ. Love Under the Crucifix) — японский фильм-драма, поставленный в 1962 году. В качестве режиссёра-постановщика выступила известная актриса Кинуё Танака. Это шестая и последняя из её режиссёрских работ. Экранизация романа писателя Токо Кона. В киноленте, где среди действующих лиц реальные исторические фигуры конца XVI века, рассказана история о запрещённой любви между самураем-христианином и приёмной дочерью известного мастера чайной церемонии. Когда героиня сталкивается с перспективой стать наложницей самого канцлера, она делает выбор между смертью и бесчестьем.

## Сюжет
История, рассказанная в фильме, произошла в конце XVI века при дворе Великого Канцлера Тоётоми Хидэёси, начавшего в ту пору борьбу с распространением христианства в Японии.
О-Гин, приёмная дочь знаменитого мастера чайной церемонии Рикю, влюбляется в христианина Укона Такаяму. Однако он уже женат и не даёт влюблённой в него девушке никаких обнадёживающих обещаний. Кроме того он вынужден отправиться в изгнание из-за христианской веры, от которой не пожелал отказаться. Отвергнутая О-Гин даёт своё согласие на брак с нелюбимым богатым торговцем. Однажды, увидевший её великий канцлер Хидэёси, пожелал сделать красивую О-Гин своей наложницей. Не желая себе такой участи, О-Гин принимает решение о самоубийстве.

## В ролях
- Инэко Арима — О-Гин-сама
- Тацуя Накадай — Укон Такаяма
- Гандзиро Накамура — Сэн-но Рикю
- Миэко Такаминэ — Рики
- Осаму Такидзава — Хидэёси Тоётоми
- Кодзи Намбара — Мицунари Исида
- Манами Фудзи — Уно
- Юмэдзи Цукиока — Ёдо Гими
- Хисая Ито — Соан Модзуё
- Минору Тиаки
- Ёси Като
- Кунико Миякэ
- Кэйко Киси — женщина, которую волокли по улице
- Тисю Рю — Сокэй Намбо (в титрах не указан)

## Премьеры
- — 3 июня 1962 года состоялась национальная премьера фильма в Токио[1]
- — фильм впервые был показан в США в апреле 1965 года[2]